# Sötét elmék
A Sötét elmék (eredeti cím: The Darkest Minds) 2018-as amerikai disztópikus sci-fi-thriller, melyet Jennifer Yuh Nelson rendezett és Chad Hodg írt, Alexandra Bracken azonos című sikerkönyve alapján. A főszereplők Amandla Stenberg, Harris Dickinson, Mandy Moore és Gwendoline Christie.
Az Amerikai Egyesült Államokban 2018. augusztus 3-án mutatta be a 20th Century Fox, míg Magyarországon hat nappal később szinkronizálva, augusztus 9-én a Fórum Hungary.
A film forgatását 2017. áprilisában kezdték Atlanta, Georgiában.
A film általánosságban negatív véleményeket kapott a kritikusoktól. A Metacritic oldalán a film értékelése 39% a 100-ból, ami 28 véleményen alapul. A Rotten Tomatoeson a Sötét elmék 17%-os minősítést kapott, 123 értékelés alapján. A film világszerte összesen 41,1 millió dolláros bevételt gyűjtött, ami a 34 milliós büdzsével szemben jó eredménynek számít.
A film középpontjában a tizenévesek csoportja, akik más-más titokzatos szuperhatalomra tesznek szert, ám menekülniük kell a nyomukba eredő kormány elől.

## Cselekménye
|  | Alább a cselekmény részletei következnek! |

Egy hirtelen jövő betegség a gyermekek 98%-át megöli az Egyesült Államok területein, így a túlélők szokatlan képességek hatalmára tesznek szert. Ennek eredményeként a világ kormányai a „túlélőket” egy „rehabilitációs táborba” helyezik, ahol megpróbálják gyógyítani a beteg gyermekeket, a képességeiket osztályokra felbontva.
Ruby Daly a családjával ünnepli tizedik születésnapját, amin az apja egy kulcstartót ad neki ajándékba. Ruby a betegségével kapcsolatos aggodalmát látja a szülein, majd az éjszaka folyamán vigasztalni próbálja őket; az anyukáját megérinti kezével és véletlenül törli az összes emléküket a kislányról. Reggel az édesanyja nem emlékszik, hogy Ruby az ő lánya lenne, ezért bezárja a garázsba, majd internálótáborba küldi, ahol rájönnek, hogy Ruby egy narancssárga, amely a legveszélyesebb osztályhoz tartozik – képes más emberek elméjébe behatolni. Ruby a képességével meggyőzi felügyelőjét, hogy ő egy legkevésbé veszélyes, rendkívül magas intelligenciájú zöld osztályos.
Hat évvel később rájönnek, hogy Ruby narancssárga osztályú, és egy új módszert használnak fel ellene, olyan frekvencián sugározzák, amit csak narancssárgák érzékelnek. Egy orvos, Cate Begbie, valódi nevén Cate Connor (Mandy Moore) elmondja, hogy a gyermek ligának dolgozik, egy olyan szervezetnek, amely a túlélőket katonaként használják, ekkor segít Rubynak elmenekülni a táborból. A páros elér egy benzinkút állomáshoz és a nő biztosít Rubynak egy nyomkövetőt, amit aktiválhat ha veszélyes helyzetbe kerül. Cate bemutatja őt ligatársának; de Rubynak gyanús a férfi, ezért elhagyja az állomást egy néma kínai kislánnyal, az arany besorolásos Suzume-val, aki képes irányítani az elektromosságot. Suzume, rövidítve Zu, bemutatja a barátainak; A kék beosztásos Liam-nek, aki telekinetikus képességgel rendelkezik, valamint a zöld rangos Charles-nak (Dagiként ismerik), akik beleegyeznek abba, hogy csatlakozzon hozzájuk, és együtt igyekezzenek egy másik narancssárga "elveszett gyerek" által vezetett biztonságos menedékhez eljutni.
A csoport egy elhagyott bevásárlóközponthoz ér, hogy kellékeket gyűjtsenek össze az útjukra, ahol találkoznak egy csapat túlélő gyerekkel, akik az "EDO" betűkkel adnak nyomokat a menedék helyéről. Dagi arra a következtetésre jut, hogy az "EDO" az "540" számokat jelenti a rádión, így megtudják a menedék hollétét. A csapat odaér; Ruby és Liam romantikus kapcsolatot alakítanak ki, de Ruby nem hajlandó megérinteni, attól tartva, hogy a erejével bántja a fiút. A menedékhelyen az "elveszett gyerekről" kiderül, hogy az elnök fia Clancy, aki Ruby-t akarja megtanítani hatalmának irányítására, cserébe Ruby megtanítja neki, hogyan törölje az emberek emlékeit. Clancy-ről időközben kiderül, hogy bebörtönöztette az apját és átvette a kormányt, majd megpróbálja új memória-törlő képességeivel elfeledtetni ezt az erre fényt derítő Rubyval, de neki sikerül a többiekkel elmenekülnie. Liam a tábor minden tagjával és Zu-val biztonságba vonul, míg Ruby szembenéz Clancyvel; felrobbantja a tábort és elmenekül Dagival, aki súlyosan megsebesült a káoszban. Liam újraegyesül Ruby-val és az eszméletlen Dagival az erdőben, ahol Ruby Cate jelzésére használja a nyomkövetőt.
Ruby és Liam a ligába, Dagi pedig a kórházba kerül, hogy meggyógyuljon, valamint Zu újraegyesül az unokatestvérével. Ruby meggyőzi Cate-et, hogy engedje el Liam-et, és ő marad ott helyette, mint egy katona. Tudva, hogy Liam soha nem hagyná ott egyedül, Ruby megcsókolja és törli a fejéből a vele történt összes emléket. Liam elhagyja a tábort, míg Ruby megkezdi a képzést a liga többi tagjával, hogy szembeszálljanak a legyengült Clancy-vel, és hadseregével.
|  | Itt a vége a cselekmény részletezésének! |

## Szereplők
| Szerep                                                                                               | Színész             | Magyar hang      |
| --- | ------------------- | ---------------- |
| Ruby Daly (narancs): Fiatal tinédzser, aki képes bejutni az emberek elméjébe.                        | Amandla Stenberg    | Csifó Dorina     |
| Liam Stewart (kék): Telekinézis képességgel rendelkező gyerek, Ruby udvarlója.                       | Harris Dickinson    | Jéger Zsombor    |
| Charles "Dagi,Pufi"(zöld): Szuper-intelligenciával felruházott gyerek a szökevénycsoportból.         | Skylan Brooks       | Ágoston Péter    |
| Suzume "Zu" (arany): Elektrokinézis képességű kínai kislány a szökevénycsoportból.                   | Miya Cech           | Nem szólal meg   |
| Clancy Gray (szökött kölyök): Az elnök fia, aki Rubyhoz hasonlóan képes az emberek elméjébe hatolni. | Patrick Gibson      | Rada Bálint      |
| Dr. Cate Connor: Doktor ligából, valamint a kormány ellen harcoló csoport tagja.                     | Mandy Moore         | Mórocz Adrienn   |
| Lady Jane: Szuper-hatású fejvadász, akit a szökött gyerekek kiiktatására küldtek.                    | Gwendoline Christie | Bognár Gyöngyvér |
| Molly Daly: Ruby anyja és Paul felesége.                                                             | Golden Brooks       | Ullmann Mónika   |
| Gray elnök: Clancy apja.                                                                             | Bradley Whitford    | Rosta Sándor     |
| Dr. Viceroy                                                                                          | Wallace Langham     | Szatmári Attila  |
| Rob Meadows                                                                                          | Mark O'Brien        | Orosz Ákos       |

## Filmkészítés
2016. szeptember 26-án Amandla Stenberg csatlakozott a filmhez, hogy eljátssza Ruby Daly-t, egy 15 éves lányt, aki elmenekül a kormánytáborból és egy tizenéves csoportba botlik. 2017. január 17-én arról számoltak be, hogy Harris Dickinson újonnan csatlakozott, hogy eljátssza Liamot, aki ugyancsak fejleszti nagyhatalmát a túlélők között. 2017. februárjában Miya Cech debütált az első filmszerepére, mint Zu, valamint csatlakozott a szerepgárdához Skylan Brooks, mint Dagi. 2017. márciusában Mandy Moore-t Cate doktor szerepére kérték fel, aki a liga tagjaként a kormány ellen harcol, emellett az elnök fiát eljátszó Clancy Gray-t felkérték szerepelni, aki rendelkezik olyan hatalommal, hogy belelásson az emberek elméjébe, ahogy Ruby. Gwendoline Christie alakítja a tizenévesek fejvadászát a filmben. 2017. áprilisában Golden Brooks csatlakozott a filmhez, Daly anyjának eljátszására.